# .th
.th est le domaine de premier niveau national (country code top level domain : ccTLD) réservé à la Thaïlande. Il est introduit le 7 septembre 1988 et est exploité par Thai Network Information Center Foundation (THNIC).
.ไทย est également disponible en tant que domaine de premier niveau de code de pays internationalisé en thaï.

## Domaines de second niveau
Le domaine de premier niveau .th est divisé en sept domaines de second niveau :
| Pour les noms de domaine anglais | Pour les noms de domaine en thai | Candidat éligible                            |
| -------------------------------- | -------------------------------- | -------------------------------------------- |
| .ac.th                           | .ศึกษา.ไทย                        | pour les établissements d'enseignement       |
| .co.th                           | .ธุรกิจ.ไทย                        | pour les entreprises commerciales            |
| .go.th                           | .รัฐบาล.ไทย                       | pour les autorités et le gouvernement        |
| .mi.th                           | .ทหาร.ไทย                        | pour les Forces armées royales thaïlandaises |
| .or.th                           | .องค์กร.ไทย                       | pour les organisations non gouvernementales  |
| .net.th                          | .เน็ต.ไทย                         | pour les fournisseurs de services Internet   |
| .in.th                           | .ไทย                             | pour les organisations et les particuliers   |

## Autre
Dans le cadre de l'introduction de nouveaux domaines de premier niveau, l'extension .thai a également été demandée. En novembre 2013, l'Internet Corporation for Assigned Names and Numbers a finalement rejeté la demande de .thai.

## Second domaine principal
En 2010, un nouveau domaine principal est enregistré et introduit pour la Thaïlande, destiné aux noms de domaine dans la langue locale. Ce domaine supérieur est .ไทย.
Il semble que les domaines thaïlandais de deuxième niveau .ไทย soient attribués directement aux sites dont le nom de domaine est en anglais .in.th. Les autres groupes de domaines .th doivent utiliser des domaines de troisième niveau .ไทย, comme dans le tableau ci-dessus.